# Giberto Borromeo
Giberto Borromeo (ur. 28 września 1615 w Mediolanie, zm. 6 stycznia 1672 w Nettuno) – włoski kardynał.

## Życiorys
Urodził się 28 września 1615 roku w Mediolanie, jako syn Carla Borromeo i Isabelli d’Addy. Studiował na Uniwersytecie Pawijskim, gdzie otrzymał doktorat z teologii. 19 lutego 1652 roku został kreowany kardynałem in pectore. Jego nominacja na kardynała prezbitera została ogłoszona na konsystorzu 2 marca 1654 roku i nadano mu kościół tytularny Santi Giovanni e Paolo. W 1657 roku został legatem w Romandioli, a w okresie 1664–1665 pełnił rolę kamerlinga Kolegium Kardynałów. Zmarł 6 stycznia 1672 roku w Nettuno.